# Gannan
Gannan, tidigare känt som Kanlho, är en autonom prefektur för tibetaner i provinsen Gansu i Kina. Den ligger omkring 200 kilometer sydväst om provinshuvudstaden Lanzhou. Området tillhör den tibetanska kulturgeografiska provinsen Amdo.
I prefekturen finns bland annat Xiahe där det berömda Labrang-klostret är beläget, som är ett viktigt centrum för tibetansk kultur.

## Administrativ indelning
Det autonoma prefekturen Gannan är indelad i en stad på häradsnivå och sju härad:
| Karta | Karta  | Karta     | Karta       | Karta             | Karta     | Karta                         |
| ----- | ------ | --------- | ----------- | ----------------- | --------- | ----------------------------- |
|       |        |           |             |                   |           |                               |
| Nr    | Namn   | Kinesiska | Pinyin      | Befolkning (2020) | Yta (km²) | Befolknings- täthet (inv/km²) |
| Stad  |        |           |             |                   |           |                               |
| 1     | Hezuo  | 合作市    | Hézuò shì   | 112 173           | 2 670     | 42                            |
| Härad |        |           |             |                   |           |                               |
| 2     | Lintan | 临潭县    | Líntán xiàn | 127 387           | 1 557     | 82                            |
| 3     | Jonê   | 卓尼县    | Zhuóní xiàn | 95 387            | 5 694     | 17                            |
| 4     | Zhugqu | 舟曲县    | Zhōuqū xiàn | 125 367           | 3 010     | 42                            |
| 5     | Têwo   | 迭部县    | Diébù xiàn  | 52 192            | 5 108     | 12                            |
| 6     | Maqu   | 玛曲县    | Mǎqū xiàn   | 57 076            | 10 190    | 6                             |
| 7     | Luqu   | 碌曲县    | Lùqū xiàn   | 35 871            | 5 298     | 7                             |
| 8     | Xiahe  | 夏河县    | Xiàhé xiàn  | 86 355            | 6 674     | 13                            |

## Klimat
Genomsnittlig årsnederbörd är 807 millimeter. Den regnigaste månaden är juli, med i genomsnitt 172 mm nederbörd, och den torraste är december, med 4 mm nederbörd.